# Неполоковецкий деревообрабатывающий комбинат
Нововолынский деревообрабатывающий комбинат (укр. Неполоковецький деревообробний комбінат) — промышленное предприятие в посёлке Неполоковцы Черновицкой области Украины.

## История
Деревообрабатывающий комбинат был создан на базе ранее существовавшего лесопильного завода и в советское время являлся крупнейшим предприятием посёлка и одним из крупнейших предприятий района.
После провозглашения независимости Украины государственное предприятие было приватизировано и преобразовано в открытое акционерное общество.
Начавшийся в 2008 году экономический кризис осложнил положение комбината, и 22 апреля 2008 года хозяйственный суд Черновицкой области возбудил дело о его банкротстве.
В дальнейшем, предприятие было реорганизовано в общество с ограниченной ответственностью.

## Деятельность
Предприятие производит лесоматериалы, заготовки, деревянные строительные конструкции, столярные изделия, паркет и мебель, а также продаёт дрова и древесные отходы (древесную стружку и опилки).